# Gensui

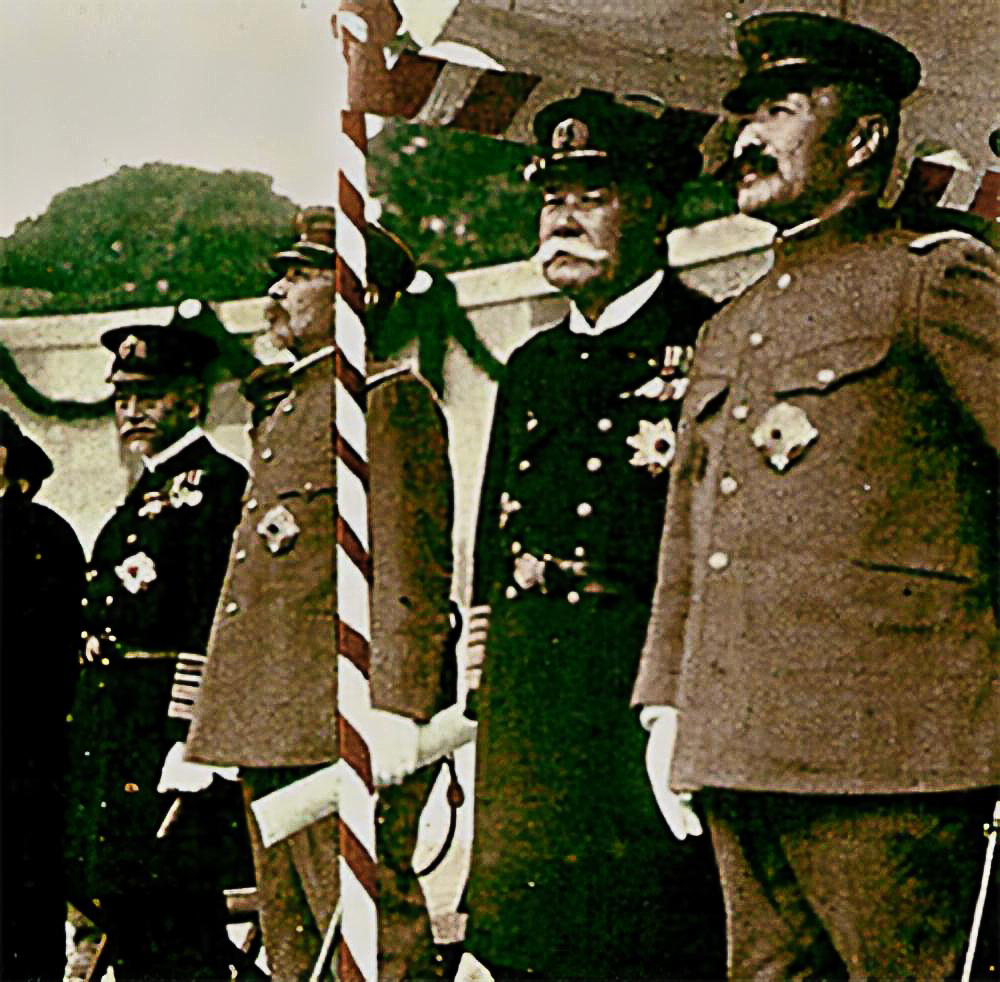
Die Gensui Tōgō Heihachirō, Oku Yasutaka, Inoue Yoshika und Kawamura Kageaki bei der Zeremonie zur Enthüllung der Bronzestatue zu Ehren von Gensui Ōyama Iwao, 1917

Gensui (jap. 元帥) war ein Ehrentitel für Armeeangehörige im Generalsrang des Kaiserreichs Japan.
Übersetzt wird der Titel mit Generalfeldmarschall für Angehörige der Kaiserlich Japanischen Armee und Großadmiral bzw. Flottenadmiral (nach englisch fleet admiral) für jene der Kaiserlich Japanischen Marine.

## Geschichte

### 1871–1873
August 1871 wurden die beiden Offizierstitel Dai-Gensui (大元帥, dt. „Groß-Gensui“) und Gensui eingeführt, wobei der Dai-Gensui der Führer des Heeres und der Marine und Gensui Führer des Heeres war. Kurze Zeit später wurde dies dahingehend korrigiert bzw. präzisiert, dass Dai-Gensui der Ehrentitel des Kaisers als Befehlshaber beider Streitkräfte im Falle eines persönlich geleiteten Feldzuges ist und Gensui der des Kronprinzen oder vergleichbaren Ministers.

Urkunde der Ernennung Saigō Takamoris zum Gensui

Am 20. Juli 1872 musste Yamagata Aritomo auf Grund des Yamashiroya-Veruntreuungsskandals (山城屋事件, Yamashiroya-jiken) als Kommandant der kaiserlichen Palastwache (近衛都督, konoe totoku) zurücktreten. Daraufhin übernahm Saigō Takamori das Amt und erhielt den Titel Rikugun Gensui (陸軍元帥, dt. „Heeres-Gensui“), der in etwa dem Posten eines Heeresministers entspricht. Es gab jedoch auch noch den regulären Posten eines Heeresministers (陸軍卿, Rikugun-kyō) im Kabinett, so dass beide Systeme parallel liefen, wobei hinzukam, dass Saigō den Titel Rikugun Gensui zwar vom Großkanzler (Daijō Daijin) Sanjō Sanetomi erhielt, jedoch nicht festgelegt war, dass er diesem auch unterstand.
Um eine klare Befehlskette herzustellen, wurden daher am 8. Mai 1873 beide Titel wieder abgeschafft. Jedoch wurde die Bezeichnung Dai-Gensui für den Tennō in seiner Position als Oberkommandierender weiterhin in dieser Form gebraucht.

### 1898–1945
Am 20. Januar 1898 wurde ein kaiserliches Edikt zur Gründung des Gensui-fu (元帥府) erlassen. Neben dem später 1903 gegründeten Obersten Militärrat (軍事参議院, gunji sangiin) war es eines der beiden Gremien die den Tennō in militärischen Belangen berieten. Die Mitglieder dieses Rats, die ausschließlich Generäle (陸軍大将, rikugun taishō) und Admirale (海軍大将, kaigun taishō) waren, erhielten den Ehrentitel Gensui der ihrem Dienstrang vorangestellt wurde. Der Titel wurde an insgesamt 17 Generäle und 13 Admirale verliehen, dabei auch postum.
Der Begriff Gensui Rikugun Taishō wird üblicherweise als Generalfeldmarschall bzw. Feldmarschall und Gensui Kaigun Taishō als Großadmiral oder in Anlehnung an die US-Benennung als Flottenadmiral übersetzt.

## Emblem und Schwert

Gensui-Emblem

Die Gensui ab 1898 trugen neben ihren jeweiligen Rangabzeichen auf den Schultern ein spezielles Emblem an der Vorderseite der Uniform sowie ein spezielles Schwert.
Das Gensui-Emblem (元帥徽章, gensui kishō) zeigte eine Chrysanthemenblüte – das Kaiserliche Siegel –, darunter gefolgt von einer Paulownienblüte – dem Wappen des Premierministers – mit je einer aufgehenden Sonne – dem Symbol der Kriegsflagge – zu beiden Seiten.
Die Klinge des Gensui-Schwerts (元帥刀, gensui-tō) imitiert das Kogarasu-maru, das im 8. Jahrhundert von Amakuni geschmiedet worden sein soll, und die Verzierungen ein Kenuki-gata-Tachi (毛抜型太刀), wie es während des Altertums von der Palastwache (衛府, E-fu) verwendet wurde. Auf der Scheide finden sich Lackarbeiten mit der Chrysanthemenblüte.

## Träger
| Bild | Name           | Kanji     | Lebensdaten | Amtszeit                    |
| ---- | -------------- | --------- | ----------- | --------------------------- |
|      | Saigō Takamori | 西郷 隆盛 | 1828–1877   | 20. Juli 1872 – 8. Mai 1873 |

### Heer
| Bild | Name                     | Kanji          | Lebensdaten | Verleihung             |
| ---- | ------------------------ | -------------- | ----------- | ---------------------- |
|      | Prinz Komatsu Akihito    | 小松宮彰仁親王 | 1846–1903   | 20. Jan. 1898          |
|      | Yamagata Aritomo         | 山県 有朋      | 1838–1922   | 20. Jan. 1898          |
|      | Ōyama Iwao               | 大山 厳        | 1842–1916   | 20. Jan. 1898          |
|      | Nozu Michitsura          | 野津 道貫      | 1840–1908   | 31. Jan. 1906          |
|      | Oku Yasukata             | 奥 保鞏        | 1847–1930   | 24. Okt. 1911          |
|      | Hasegawa Yoshimichi      | 長谷川 好道    | 1850–1924   | 9. Jan. 1913           |
|      | Prinz Fushimi Sadanaru   | 伏見宮貞愛親王 | 1858–1923   | 9. Jan. 1913           |
|      | Kawamura Kageaki         | 川村 景明      | 1850–1926   | 9. Jan. 1913           |
|      | Terauchi Masatake        | 寺内 正毅      | 1852–1919   | 24. Juni 1916          |
|      | Kan’in Kotohito          | 閑院宮載仁親王 | 1865–1945   | 12. Dez. 1919          |
|      | Uehara Yūsaku            | 上原 勇作      | 1856–1933   | 27. Apr. 1921          |
|      | Prinz Kuni Kuniyoshi     | 久邇宮邦彦王   | 1873–1929   | 27. Jan. 1929 (postum) |
|      | Prinz Nashimoto Morimasa | 梨本宮守正王   | 1874–1951   | 8. Aug. 1932           |
|      | Mutō Nobuyoshi           | 武藤 信義      | 1868–1933   | 3. Mai 1933            |
|      | Terauchi Hisaichi        | 寺内 寿一      | 1879–1946   | 21. Juni 1943          |
|      | Sugiyama Hajime          | 杉山 元        | 1880–1945   | 21. Juni 1943          |
|      | Hata Shunroku            | 畑 俊六        | 1879–1962   | 2. Juni 1944           |

### Marine
| Bild | Name                          | Kanji               | Lebensdaten | Verleihung             |
| ---- | ----------------------------- | ------------------- | ----------- | ---------------------- |
|      | Saigō Jūdō/Tsugumichi         | 西郷 従道/西郷 從道 | 1843–1902   | 20. Jan. 1898          |
|      | Itō Sukeyuki                  | 伊東 祐亨           | 1843–1914   | 31. Jan. 1906          |
|      | Inoue Yoshika                 | 井上 良馨           | 1845–1929   | 31. Okt. 1911          |
|      | Tōgō Heihachirō               | 東郷 平八郎         | 1848–1934   | 21. Apr. 1913          |
|      | Prinz Arisugawa Takehito      | 有栖川宮威仁親王    | 1862–1913   | 7. Juli 1913 (postum)  |
|      | Ijūin Gorō                    | 伊集院 五郎         | 1852–1921   | 26. Mai 1917           |
|      | Prinz Higashifushimi Yorihito | 東伏見宮依仁親王    | 1867–1922   | 27. Juni 1922 (postum) |
|      | Shimamura Hayao               | 島村 速雄           | 1858–1923   | 8. Jan. 1923 (postum)  |
|      | Katō Tomosaburō               | 加藤 友三郎         | 1861–1923   | 24. Aug. 1923 (postum) |
|      | Prinz Fushimi Hiroyasu        | 伏見宮博恭王        | 1875–1946   | 27. Mai 1932           |
|      | Yamamoto Isoroku              | 山本 五十六         | 1884–1943   | 18. Apr. 1943 (postum) |
|      | Nagano Osami                  | 永野 修身           | 1880–1947   | 21. Juni 1943          |
|      | Koga Mineichi                 | 古賀 峯一           | 1885–1944   | 31. März 1944 (postum) |